# انینوآزا
شهر انینوآزا (به رومانیایی: Aninoasa) در شهرستان هوندرا در کشور رومانی واقع شده‌است. جمعیت این شهر ۶٬۱۰۸ نفر  است.